# 陈连兵
陈连兵，江苏南通人，男，中國共產黨黨員，中華人民共和國政治、軍事人物，武警少將警銜。

## 生平
长期在武警部队任职，曾任中国人民武装警察部队新疆维吾尔自治区总队副司令员、中国人民武装警察部队海南省总队司令员、至2023年，調離武警系統，任中国人民解放军内蒙古军区司令员，歷任中共十九大解放軍和武警部隊代表、第十四屆全國人大代表。
2024年8月，任中国人民解放军上海警备区司令员。2025年1月，任中共上海市委委员、常委。